# Pruebas de aceptación (informática)
En ingeniería de software y pruebas de software, las pruebas de aceptación (User Acceptance Testing, UAT) pertenecen a las últimas etapas previas a la liberación en firme de versiones nuevas a fin de determinar si cumplen con las necesidades y/o requerimientos de las empresas y sus usuarios. Al finalizar las pruebas automatizadas, que garantizan los requisitos tecnológicos del diseño inicial, se pasa a las pruebas manuales.
Dichas pruebas manuales primero son hechas por usuarios internos en entornos intermedios: ambientes típicos de producción donde se verifica que se desempeña del modo necesitado. Luego viene el acceso beta a los clientes que así lo soliciten repitiendo de nuevo el ciclo pero en esta oportunidad en entornos realistas y muchas veces muy diferentes entre sí en cuanto a otros softwares agregados.
Las pruebas de aceptación van mucho más allá de cuando finalmente se libera el software al público en general. Se presta atención en recabar los detalles y comentarios por medio de encuestas o envíos de datos estadísticos no sin antes presentar un cuadro de diálogo al usuario primerizo o con una versión nueva.
Las pruebas de aceptación también pueden aplicarse a Versiones Canarias las cuales son desarrollos específicos de software en subconjuntos de usuarios, ya sean preseleccionados de acuerdo a un criterio o aleatoriamente. El enfoque es verificar que todo opere correctamente, en el concepto de que si hay un daño este sea limitado y controlado. El nombre de Versiones Canarias proviene del uso práctico de usar canarios en las minas de carbón para detectar presencia de gases tóxicos y/u otros gases que pudieran disminuir la cantidad de oxígeno. El daño controlado era que murieran las aves y no los seres humanos.